# Подвійного послаблення тема (шахи)
Те́ма подвійного послаблення — тема в шаховій композиції 3-ходового жанру. Суть теми — перший хід чорних створює в своїй позиції два послаблення, в наступних ходах білі послідовно використовують ці послаблення.

## Історія
Цю ідею запропонував у 1964 році російський шаховий композитор Аркадій Іванович Ярославцев (21.11.1934).
В задачі чорні при захисті від загрози або в цугцванзі своїм ходом створюють два послаблення. Це може бути: перекриття своєї фігури, самозв'язування чорної фігури, блокування поля біля короля або блокування ключового поля, що в подальшому унеможливлює хід іншої чорної фігури на це поле, тощо. В наступній грі білі використовують спочатку одне послаблення на другому ході, а потім друге послаблення на матуючому.
Ідея дістала назву — тема подвійного послаблення
|   | a | b | c | d | e | f | g | h |   |
| 8 | b8 білий кінь · g8 чорний кінь · d7 білий кінь · h7 білий слон · d6 чорний пішак · e6 чорний пішак · d5 чорний король · e5 чорна тура · f5 чорний слон · g5 білий ферзь · c4 чорний пішак · g4 чорний пішак · a3 чорний слон · c3 білий пішак · d2 білий король · e2 білий пішак · f2 білий пішак · d1 біла тура · e1 біла тура | b8 білий кінь · g8 чорний кінь · d7 білий кінь · h7 білий слон · d6 чорний пішак · e6 чорний пішак · d5 чорний король · e5 чорна тура · f5 чорний слон · g5 білий ферзь · c4 чорний пішак · g4 чорний пішак · a3 чорний слон · c3 білий пішак · d2 білий король · e2 білий пішак · f2 білий пішак · d1 біла тура · e1 біла тура | b8 білий кінь · g8 чорний кінь · d7 білий кінь · h7 білий слон · d6 чорний пішак · e6 чорний пішак · d5 чорний король · e5 чорна тура · f5 чорний слон · g5 білий ферзь · c4 чорний пішак · g4 чорний пішак · a3 чорний слон · c3 білий пішак · d2 білий король · e2 білий пішак · f2 білий пішак · d1 біла тура · e1 біла тура | b8 білий кінь · g8 чорний кінь · d7 білий кінь · h7 білий слон · d6 чорний пішак · e6 чорний пішак · d5 чорний король · e5 чорна тура · f5 чорний слон · g5 білий ферзь · c4 чорний пішак · g4 чорний пішак · a3 чорний слон · c3 білий пішак · d2 білий король · e2 білий пішак · f2 білий пішак · d1 біла тура · e1 біла тура | b8 білий кінь · g8 чорний кінь · d7 білий кінь · h7 білий слон · d6 чорний пішак · e6 чорний пішак · d5 чорний король · e5 чорна тура · f5 чорний слон · g5 білий ферзь · c4 чорний пішак · g4 чорний пішак · a3 чорний слон · c3 білий пішак · d2 білий король · e2 білий пішак · f2 білий пішак · d1 біла тура · e1 біла тура | b8 білий кінь · g8 чорний кінь · d7 білий кінь · h7 білий слон · d6 чорний пішак · e6 чорний пішак · d5 чорний король · e5 чорна тура · f5 чорний слон · g5 білий ферзь · c4 чорний пішак · g4 чорний пішак · a3 чорний слон · c3 білий пішак · d2 білий король · e2 білий пішак · f2 білий пішак · d1 біла тура · e1 біла тура | b8 білий кінь · g8 чорний кінь · d7 білий кінь · h7 білий слон · d6 чорний пішак · e6 чорний пішак · d5 чорний король · e5 чорна тура · f5 чорний слон · g5 білий ферзь · c4 чорний пішак · g4 чорний пішак · a3 чорний слон · c3 білий пішак · d2 білий король · e2 білий пішак · f2 білий пішак · d1 біла тура · e1 біла тура | b8 білий кінь · g8 чорний кінь · d7 білий кінь · h7 білий слон · d6 чорний пішак · e6 чорний пішак · d5 чорний король · e5 чорна тура · f5 чорний слон · g5 білий ферзь · c4 чорний пішак · g4 чорний пішак · a3 чорний слон · c3 білий пішак · d2 білий король · e2 білий пішак · f2 білий пішак · d1 біла тура · e1 біла тура | 8 |
| 7 | b8 білий кінь · g8 чорний кінь · d7 білий кінь · h7 білий слон · d6 чорний пішак · e6 чорний пішак · d5 чорний король · e5 чорна тура · f5 чорний слон · g5 білий ферзь · c4 чорний пішак · g4 чорний пішак · a3 чорний слон · c3 білий пішак · d2 білий король · e2 білий пішак · f2 білий пішак · d1 біла тура · e1 біла тура | b8 білий кінь · g8 чорний кінь · d7 білий кінь · h7 білий слон · d6 чорний пішак · e6 чорний пішак · d5 чорний король · e5 чорна тура · f5 чорний слон · g5 білий ферзь · c4 чорний пішак · g4 чорний пішак · a3 чорний слон · c3 білий пішак · d2 білий король · e2 білий пішак · f2 білий пішак · d1 біла тура · e1 біла тура | b8 білий кінь · g8 чорний кінь · d7 білий кінь · h7 білий слон · d6 чорний пішак · e6 чорний пішак · d5 чорний король · e5 чорна тура · f5 чорний слон · g5 білий ферзь · c4 чорний пішак · g4 чорний пішак · a3 чорний слон · c3 білий пішак · d2 білий король · e2 білий пішак · f2 білий пішак · d1 біла тура · e1 біла тура | b8 білий кінь · g8 чорний кінь · d7 білий кінь · h7 білий слон · d6 чорний пішак · e6 чорний пішак · d5 чорний король · e5 чорна тура · f5 чорний слон · g5 білий ферзь · c4 чорний пішак · g4 чорний пішак · a3 чорний слон · c3 білий пішак · d2 білий король · e2 білий пішак · f2 білий пішак · d1 біла тура · e1 біла тура | b8 білий кінь · g8 чорний кінь · d7 білий кінь · h7 білий слон · d6 чорний пішак · e6 чорний пішак · d5 чорний король · e5 чорна тура · f5 чорний слон · g5 білий ферзь · c4 чорний пішак · g4 чорний пішак · a3 чорний слон · c3 білий пішак · d2 білий король · e2 білий пішак · f2 білий пішак · d1 біла тура · e1 біла тура | b8 білий кінь · g8 чорний кінь · d7 білий кінь · h7 білий слон · d6 чорний пішак · e6 чорний пішак · d5 чорний король · e5 чорна тура · f5 чорний слон · g5 білий ферзь · c4 чорний пішак · g4 чорний пішак · a3 чорний слон · c3 білий пішак · d2 білий король · e2 білий пішак · f2 білий пішак · d1 біла тура · e1 біла тура | b8 білий кінь · g8 чорний кінь · d7 білий кінь · h7 білий слон · d6 чорний пішак · e6 чорний пішак · d5 чорний король · e5 чорна тура · f5 чорний слон · g5 білий ферзь · c4 чорний пішак · g4 чорний пішак · a3 чорний слон · c3 білий пішак · d2 білий король · e2 білий пішак · f2 білий пішак · d1 біла тура · e1 біла тура | b8 білий кінь · g8 чорний кінь · d7 білий кінь · h7 білий слон · d6 чорний пішак · e6 чорний пішак · d5 чорний король · e5 чорна тура · f5 чорний слон · g5 білий ферзь · c4 чорний пішак · g4 чорний пішак · a3 чорний слон · c3 білий пішак · d2 білий король · e2 білий пішак · f2 білий пішак · d1 біла тура · e1 біла тура | 7 |
| 6 | b8 білий кінь · g8 чорний кінь · d7 білий кінь · h7 білий слон · d6 чорний пішак · e6 чорний пішак · d5 чорний король · e5 чорна тура · f5 чорний слон · g5 білий ферзь · c4 чорний пішак · g4 чорний пішак · a3 чорний слон · c3 білий пішак · d2 білий король · e2 білий пішак · f2 білий пішак · d1 біла тура · e1 біла тура | b8 білий кінь · g8 чорний кінь · d7 білий кінь · h7 білий слон · d6 чорний пішак · e6 чорний пішак · d5 чорний король · e5 чорна тура · f5 чорний слон · g5 білий ферзь · c4 чорний пішак · g4 чорний пішак · a3 чорний слон · c3 білий пішак · d2 білий король · e2 білий пішак · f2 білий пішак · d1 біла тура · e1 біла тура | b8 білий кінь · g8 чорний кінь · d7 білий кінь · h7 білий слон · d6 чорний пішак · e6 чорний пішак · d5 чорний король · e5 чорна тура · f5 чорний слон · g5 білий ферзь · c4 чорний пішак · g4 чорний пішак · a3 чорний слон · c3 білий пішак · d2 білий король · e2 білий пішак · f2 білий пішак · d1 біла тура · e1 біла тура | b8 білий кінь · g8 чорний кінь · d7 білий кінь · h7 білий слон · d6 чорний пішак · e6 чорний пішак · d5 чорний король · e5 чорна тура · f5 чорний слон · g5 білий ферзь · c4 чорний пішак · g4 чорний пішак · a3 чорний слон · c3 білий пішак · d2 білий король · e2 білий пішак · f2 білий пішак · d1 біла тура · e1 біла тура | b8 білий кінь · g8 чорний кінь · d7 білий кінь · h7 білий слон · d6 чорний пішак · e6 чорний пішак · d5 чорний король · e5 чорна тура · f5 чорний слон · g5 білий ферзь · c4 чорний пішак · g4 чорний пішак · a3 чорний слон · c3 білий пішак · d2 білий король · e2 білий пішак · f2 білий пішак · d1 біла тура · e1 біла тура | b8 білий кінь · g8 чорний кінь · d7 білий кінь · h7 білий слон · d6 чорний пішак · e6 чорний пішак · d5 чорний король · e5 чорна тура · f5 чорний слон · g5 білий ферзь · c4 чорний пішак · g4 чорний пішак · a3 чорний слон · c3 білий пішак · d2 білий король · e2 білий пішак · f2 білий пішак · d1 біла тура · e1 біла тура | b8 білий кінь · g8 чорний кінь · d7 білий кінь · h7 білий слон · d6 чорний пішак · e6 чорний пішак · d5 чорний король · e5 чорна тура · f5 чорний слон · g5 білий ферзь · c4 чорний пішак · g4 чорний пішак · a3 чорний слон · c3 білий пішак · d2 білий король · e2 білий пішак · f2 білий пішак · d1 біла тура · e1 біла тура | b8 білий кінь · g8 чорний кінь · d7 білий кінь · h7 білий слон · d6 чорний пішак · e6 чорний пішак · d5 чорний король · e5 чорна тура · f5 чорний слон · g5 білий ферзь · c4 чорний пішак · g4 чорний пішак · a3 чорний слон · c3 білий пішак · d2 білий король · e2 білий пішак · f2 білий пішак · d1 біла тура · e1 біла тура | 6 |
| 5 | b8 білий кінь · g8 чорний кінь · d7 білий кінь · h7 білий слон · d6 чорний пішак · e6 чорний пішак · d5 чорний король · e5 чорна тура · f5 чорний слон · g5 білий ферзь · c4 чорний пішак · g4 чорний пішак · a3 чорний слон · c3 білий пішак · d2 білий король · e2 білий пішак · f2 білий пішак · d1 біла тура · e1 біла тура | b8 білий кінь · g8 чорний кінь · d7 білий кінь · h7 білий слон · d6 чорний пішак · e6 чорний пішак · d5 чорний король · e5 чорна тура · f5 чорний слон · g5 білий ферзь · c4 чорний пішак · g4 чорний пішак · a3 чорний слон · c3 білий пішак · d2 білий король · e2 білий пішак · f2 білий пішак · d1 біла тура · e1 біла тура | b8 білий кінь · g8 чорний кінь · d7 білий кінь · h7 білий слон · d6 чорний пішак · e6 чорний пішак · d5 чорний король · e5 чорна тура · f5 чорний слон · g5 білий ферзь · c4 чорний пішак · g4 чорний пішак · a3 чорний слон · c3 білий пішак · d2 білий король · e2 білий пішак · f2 білий пішак · d1 біла тура · e1 біла тура | b8 білий кінь · g8 чорний кінь · d7 білий кінь · h7 білий слон · d6 чорний пішак · e6 чорний пішак · d5 чорний король · e5 чорна тура · f5 чорний слон · g5 білий ферзь · c4 чорний пішак · g4 чорний пішак · a3 чорний слон · c3 білий пішак · d2 білий король · e2 білий пішак · f2 білий пішак · d1 біла тура · e1 біла тура | b8 білий кінь · g8 чорний кінь · d7 білий кінь · h7 білий слон · d6 чорний пішак · e6 чорний пішак · d5 чорний король · e5 чорна тура · f5 чорний слон · g5 білий ферзь · c4 чорний пішак · g4 чорний пішак · a3 чорний слон · c3 білий пішак · d2 білий король · e2 білий пішак · f2 білий пішак · d1 біла тура · e1 біла тура | b8 білий кінь · g8 чорний кінь · d7 білий кінь · h7 білий слон · d6 чорний пішак · e6 чорний пішак · d5 чорний король · e5 чорна тура · f5 чорний слон · g5 білий ферзь · c4 чорний пішак · g4 чорний пішак · a3 чорний слон · c3 білий пішак · d2 білий король · e2 білий пішак · f2 білий пішак · d1 біла тура · e1 біла тура | b8 білий кінь · g8 чорний кінь · d7 білий кінь · h7 білий слон · d6 чорний пішак · e6 чорний пішак · d5 чорний король · e5 чорна тура · f5 чорний слон · g5 білий ферзь · c4 чорний пішак · g4 чорний пішак · a3 чорний слон · c3 білий пішак · d2 білий король · e2 білий пішак · f2 білий пішак · d1 біла тура · e1 біла тура | b8 білий кінь · g8 чорний кінь · d7 білий кінь · h7 білий слон · d6 чорний пішак · e6 чорний пішак · d5 чорний король · e5 чорна тура · f5 чорний слон · g5 білий ферзь · c4 чорний пішак · g4 чорний пішак · a3 чорний слон · c3 білий пішак · d2 білий король · e2 білий пішак · f2 білий пішак · d1 біла тура · e1 біла тура | 5 |
| 4 | b8 білий кінь · g8 чорний кінь · d7 білий кінь · h7 білий слон · d6 чорний пішак · e6 чорний пішак · d5 чорний король · e5 чорна тура · f5 чорний слон · g5 білий ферзь · c4 чорний пішак · g4 чорний пішак · a3 чорний слон · c3 білий пішак · d2 білий король · e2 білий пішак · f2 білий пішак · d1 біла тура · e1 біла тура | b8 білий кінь · g8 чорний кінь · d7 білий кінь · h7 білий слон · d6 чорний пішак · e6 чорний пішак · d5 чорний король · e5 чорна тура · f5 чорний слон · g5 білий ферзь · c4 чорний пішак · g4 чорний пішак · a3 чорний слон · c3 білий пішак · d2 білий король · e2 білий пішак · f2 білий пішак · d1 біла тура · e1 біла тура | b8 білий кінь · g8 чорний кінь · d7 білий кінь · h7 білий слон · d6 чорний пішак · e6 чорний пішак · d5 чорний король · e5 чорна тура · f5 чорний слон · g5 білий ферзь · c4 чорний пішак · g4 чорний пішак · a3 чорний слон · c3 білий пішак · d2 білий король · e2 білий пішак · f2 білий пішак · d1 біла тура · e1 біла тура | b8 білий кінь · g8 чорний кінь · d7 білий кінь · h7 білий слон · d6 чорний пішак · e6 чорний пішак · d5 чорний король · e5 чорна тура · f5 чорний слон · g5 білий ферзь · c4 чорний пішак · g4 чорний пішак · a3 чорний слон · c3 білий пішак · d2 білий король · e2 білий пішак · f2 білий пішак · d1 біла тура · e1 біла тура | b8 білий кінь · g8 чорний кінь · d7 білий кінь · h7 білий слон · d6 чорний пішак · e6 чорний пішак · d5 чорний король · e5 чорна тура · f5 чорний слон · g5 білий ферзь · c4 чорний пішак · g4 чорний пішак · a3 чорний слон · c3 білий пішак · d2 білий король · e2 білий пішак · f2 білий пішак · d1 біла тура · e1 біла тура | b8 білий кінь · g8 чорний кінь · d7 білий кінь · h7 білий слон · d6 чорний пішак · e6 чорний пішак · d5 чорний король · e5 чорна тура · f5 чорний слон · g5 білий ферзь · c4 чорний пішак · g4 чорний пішак · a3 чорний слон · c3 білий пішак · d2 білий король · e2 білий пішак · f2 білий пішак · d1 біла тура · e1 біла тура | b8 білий кінь · g8 чорний кінь · d7 білий кінь · h7 білий слон · d6 чорний пішак · e6 чорний пішак · d5 чорний король · e5 чорна тура · f5 чорний слон · g5 білий ферзь · c4 чорний пішак · g4 чорний пішак · a3 чорний слон · c3 білий пішак · d2 білий король · e2 білий пішак · f2 білий пішак · d1 біла тура · e1 біла тура | b8 білий кінь · g8 чорний кінь · d7 білий кінь · h7 білий слон · d6 чорний пішак · e6 чорний пішак · d5 чорний король · e5 чорна тура · f5 чорний слон · g5 білий ферзь · c4 чорний пішак · g4 чорний пішак · a3 чорний слон · c3 білий пішак · d2 білий король · e2 білий пішак · f2 білий пішак · d1 біла тура · e1 біла тура | 4 |
| 3 | b8 білий кінь · g8 чорний кінь · d7 білий кінь · h7 білий слон · d6 чорний пішак · e6 чорний пішак · d5 чорний король · e5 чорна тура · f5 чорний слон · g5 білий ферзь · c4 чорний пішак · g4 чорний пішак · a3 чорний слон · c3 білий пішак · d2 білий король · e2 білий пішак · f2 білий пішак · d1 біла тура · e1 біла тура | b8 білий кінь · g8 чорний кінь · d7 білий кінь · h7 білий слон · d6 чорний пішак · e6 чорний пішак · d5 чорний король · e5 чорна тура · f5 чорний слон · g5 білий ферзь · c4 чорний пішак · g4 чорний пішак · a3 чорний слон · c3 білий пішак · d2 білий король · e2 білий пішак · f2 білий пішак · d1 біла тура · e1 біла тура | b8 білий кінь · g8 чорний кінь · d7 білий кінь · h7 білий слон · d6 чорний пішак · e6 чорний пішак · d5 чорний король · e5 чорна тура · f5 чорний слон · g5 білий ферзь · c4 чорний пішак · g4 чорний пішак · a3 чорний слон · c3 білий пішак · d2 білий король · e2 білий пішак · f2 білий пішак · d1 біла тура · e1 біла тура | b8 білий кінь · g8 чорний кінь · d7 білий кінь · h7 білий слон · d6 чорний пішак · e6 чорний пішак · d5 чорний король · e5 чорна тура · f5 чорний слон · g5 білий ферзь · c4 чорний пішак · g4 чорний пішак · a3 чорний слон · c3 білий пішак · d2 білий король · e2 білий пішак · f2 білий пішак · d1 біла тура · e1 біла тура | b8 білий кінь · g8 чорний кінь · d7 білий кінь · h7 білий слон · d6 чорний пішак · e6 чорний пішак · d5 чорний король · e5 чорна тура · f5 чорний слон · g5 білий ферзь · c4 чорний пішак · g4 чорний пішак · a3 чорний слон · c3 білий пішак · d2 білий король · e2 білий пішак · f2 білий пішак · d1 біла тура · e1 біла тура | b8 білий кінь · g8 чорний кінь · d7 білий кінь · h7 білий слон · d6 чорний пішак · e6 чорний пішак · d5 чорний король · e5 чорна тура · f5 чорний слон · g5 білий ферзь · c4 чорний пішак · g4 чорний пішак · a3 чорний слон · c3 білий пішак · d2 білий король · e2 білий пішак · f2 білий пішак · d1 біла тура · e1 біла тура | b8 білий кінь · g8 чорний кінь · d7 білий кінь · h7 білий слон · d6 чорний пішак · e6 чорний пішак · d5 чорний король · e5 чорна тура · f5 чорний слон · g5 білий ферзь · c4 чорний пішак · g4 чорний пішак · a3 чорний слон · c3 білий пішак · d2 білий король · e2 білий пішак · f2 білий пішак · d1 біла тура · e1 біла тура | b8 білий кінь · g8 чорний кінь · d7 білий кінь · h7 білий слон · d6 чорний пішак · e6 чорний пішак · d5 чорний король · e5 чорна тура · f5 чорний слон · g5 білий ферзь · c4 чорний пішак · g4 чорний пішак · a3 чорний слон · c3 білий пішак · d2 білий король · e2 білий пішак · f2 білий пішак · d1 біла тура · e1 біла тура | 3 |
| 2 | b8 білий кінь · g8 чорний кінь · d7 білий кінь · h7 білий слон · d6 чорний пішак · e6 чорний пішак · d5 чорний король · e5 чорна тура · f5 чорний слон · g5 білий ферзь · c4 чорний пішак · g4 чорний пішак · a3 чорний слон · c3 білий пішак · d2 білий король · e2 білий пішак · f2 білий пішак · d1 біла тура · e1 біла тура | b8 білий кінь · g8 чорний кінь · d7 білий кінь · h7 білий слон · d6 чорний пішак · e6 чорний пішак · d5 чорний король · e5 чорна тура · f5 чорний слон · g5 білий ферзь · c4 чорний пішак · g4 чорний пішак · a3 чорний слон · c3 білий пішак · d2 білий король · e2 білий пішак · f2 білий пішак · d1 біла тура · e1 біла тура | b8 білий кінь · g8 чорний кінь · d7 білий кінь · h7 білий слон · d6 чорний пішак · e6 чорний пішак · d5 чорний король · e5 чорна тура · f5 чорний слон · g5 білий ферзь · c4 чорний пішак · g4 чорний пішак · a3 чорний слон · c3 білий пішак · d2 білий король · e2 білий пішак · f2 білий пішак · d1 біла тура · e1 біла тура | b8 білий кінь · g8 чорний кінь · d7 білий кінь · h7 білий слон · d6 чорний пішак · e6 чорний пішак · d5 чорний король · e5 чорна тура · f5 чорний слон · g5 білий ферзь · c4 чорний пішак · g4 чорний пішак · a3 чорний слон · c3 білий пішак · d2 білий король · e2 білий пішак · f2 білий пішак · d1 біла тура · e1 біла тура | b8 білий кінь · g8 чорний кінь · d7 білий кінь · h7 білий слон · d6 чорний пішак · e6 чорний пішак · d5 чорний король · e5 чорна тура · f5 чорний слон · g5 білий ферзь · c4 чорний пішак · g4 чорний пішак · a3 чорний слон · c3 білий пішак · d2 білий король · e2 білий пішак · f2 білий пішак · d1 біла тура · e1 біла тура | b8 білий кінь · g8 чорний кінь · d7 білий кінь · h7 білий слон · d6 чорний пішак · e6 чорний пішак · d5 чорний король · e5 чорна тура · f5 чорний слон · g5 білий ферзь · c4 чорний пішак · g4 чорний пішак · a3 чорний слон · c3 білий пішак · d2 білий король · e2 білий пішак · f2 білий пішак · d1 біла тура · e1 біла тура | b8 білий кінь · g8 чорний кінь · d7 білий кінь · h7 білий слон · d6 чорний пішак · e6 чорний пішак · d5 чорний король · e5 чорна тура · f5 чорний слон · g5 білий ферзь · c4 чорний пішак · g4 чорний пішак · a3 чорний слон · c3 білий пішак · d2 білий король · e2 білий пішак · f2 білий пішак · d1 біла тура · e1 біла тура | b8 білий кінь · g8 чорний кінь · d7 білий кінь · h7 білий слон · d6 чорний пішак · e6 чорний пішак · d5 чорний король · e5 чорна тура · f5 чорний слон · g5 білий ферзь · c4 чорний пішак · g4 чорний пішак · a3 чорний слон · c3 білий пішак · d2 білий король · e2 білий пішак · f2 білий пішак · d1 біла тура · e1 біла тура | 2 |
| 1 | b8 білий кінь · g8 чорний кінь · d7 білий кінь · h7 білий слон · d6 чорний пішак · e6 чорний пішак · d5 чорний король · e5 чорна тура · f5 чорний слон · g5 білий ферзь · c4 чорний пішак · g4 чорний пішак · a3 чорний слон · c3 білий пішак · d2 білий король · e2 білий пішак · f2 білий пішак · d1 біла тура · e1 біла тура | b8 білий кінь · g8 чорний кінь · d7 білий кінь · h7 білий слон · d6 чорний пішак · e6 чорний пішак · d5 чорний король · e5 чорна тура · f5 чорний слон · g5 білий ферзь · c4 чорний пішак · g4 чорний пішак · a3 чорний слон · c3 білий пішак · d2 білий король · e2 білий пішак · f2 білий пішак · d1 біла тура · e1 біла тура | b8 білий кінь · g8 чорний кінь · d7 білий кінь · h7 білий слон · d6 чорний пішак · e6 чорний пішак · d5 чорний король · e5 чорна тура · f5 чорний слон · g5 білий ферзь · c4 чорний пішак · g4 чорний пішак · a3 чорний слон · c3 білий пішак · d2 білий король · e2 білий пішак · f2 білий пішак · d1 біла тура · e1 біла тура | b8 білий кінь · g8 чорний кінь · d7 білий кінь · h7 білий слон · d6 чорний пішак · e6 чорний пішак · d5 чорний король · e5 чорна тура · f5 чорний слон · g5 білий ферзь · c4 чорний пішак · g4 чорний пішак · a3 чорний слон · c3 білий пішак · d2 білий король · e2 білий пішак · f2 білий пішак · d1 біла тура · e1 біла тура | b8 білий кінь · g8 чорний кінь · d7 білий кінь · h7 білий слон · d6 чорний пішак · e6 чорний пішак · d5 чорний король · e5 чорна тура · f5 чорний слон · g5 білий ферзь · c4 чорний пішак · g4 чорний пішак · a3 чорний слон · c3 білий пішак · d2 білий король · e2 білий пішак · f2 білий пішак · d1 біла тура · e1 біла тура | b8 білий кінь · g8 чорний кінь · d7 білий кінь · h7 білий слон · d6 чорний пішак · e6 чорний пішак · d5 чорний король · e5 чорна тура · f5 чорний слон · g5 білий ферзь · c4 чорний пішак · g4 чорний пішак · a3 чорний слон · c3 білий пішак · d2 білий король · e2 білий пішак · f2 білий пішак · d1 біла тура · e1 біла тура | b8 білий кінь · g8 чорний кінь · d7 білий кінь · h7 білий слон · d6 чорний пішак · e6 чорний пішак · d5 чорний король · e5 чорна тура · f5 чорний слон · g5 білий ферзь · c4 чорний пішак · g4 чорний пішак · a3 чорний слон · c3 білий пішак · d2 білий король · e2 білий пішак · f2 білий пішак · d1 біла тура · e1 біла тура | b8 білий кінь · g8 чорний кінь · d7 білий кінь · h7 білий слон · d6 чорний пішак · e6 чорний пішак · d5 чорний король · e5 чорна тура · f5 чорний слон · g5 білий ферзь · c4 чорний пішак · g4 чорний пішак · a3 чорний слон · c3 білий пішак · d2 білий король · e2 білий пішак · f2 білий пішак · d1 біла тура · e1 біла тура | 1 |
|   | a | b | c | d | e | f | g | h |   |

FEN: 1N4n1/3N3B/3pp3/3krbQ1/2p3p1/b1P5/3KPP2/3RR3
1. Qh5! ~ 2. Qh1
1. ... Re4 2. Kc2+ Rd4+ 3. e4#
1. ... Be4 2. Ke2+ Bd3+ 3. Be4#
Після вступного ходу білих, чорні в тематичних варіантах, захищаючись від загрози, своїми ходами створюють два послаблення — перекриття своєї фігури і її зв'язування. Наступні ходи білих послідовно використовують ці послаблення — на другому ході перекриття, а на матуючому ході білі використовують зв'язку чорної тематичної фігури.